# Espersit Mária
Espersit Mária (dr. Árva Józsefné, beceneve: Caca) (Hódmezővásárhely, 1904. május 20. – Hódmezővásárhely, 1987. január 1.) József Attila ifjúkori szerelme.

## Életpályája
Espersit János és Nyikos Mária leánya. Becenevét Espersit Jánostól, édesapjától kapta.
1923-ban Makón ismerkedett meg József Attilával. Caca alakját nem csak József Attila örökítette meg (Lányszépség dicsérete, Útrahívás…), hanem Juhász Gyula is (Hangzatka, Csendélet). Portréját Rudnay Gyula két tanítványa Vén Emil és Istókovics Zoltán is megfestette.
Házasságkötése után Makón élt férjével, Árva József sebésszel; férje halála után visszaköltözött Hódmezővásárhelyre.
Sírja a makói római katolikus temetőben található.